# Parafia św. Marcina w Jarząbkowie
Parafia św. Marcina w Jarząbkowie jest jedną z 10 parafii leżącą w granicach dekanatu wrzesińskiego I. Erygowana w XI/XII wieku.
W okresie II RP proboszczem parafii był ks. Julian Wilkans.

## Dokumenty
Księgi metrykalne: 
- ochrzczonych od 1725 roku
- małżeństw od 1725 roku
- zmarłych od 1725 roku